# 植田ひかる
植田 ひかる（うえだ ひかる、1996年11月14日 - ）は、日本の女性声優。茨城県出身。ハイブシックス所属。
以前はEARLY WING準所属を経て、オフィスアネモネにジュニア所属していた。

## 経歴
声優になろうと思ったきっかけは、「代々木アニメーション学院に行ったことで悩み事が解決したから」、翌年のインタビューでは「強いていうと全て」と述べている。
代々木アニメーション学院在学中にEARLY WINGの準所属となった。
2014年4月4日から2015年3月30日まで、木野双葉・新田ひより・花守ゆみりとでニコニコ生放送番組『ぽにきゃんぜん部!』を担当。
2015年5月よりEARLY WINGグループに所属するメンバーで構成された声優ガールズユニット、Twinkle☆Girlsに加入。2018年6月に卒業し、事務所も退所。同年9月1日付で所属声優が女性のみのオフィスアネモネに移籍した。2022年12月31日をもって本人都合により退所。
2024年9月1日よりハイブシックスへの加入を所属事務所が発表、自身のSNSでも移籍を報告した

## 人物
自身の性格をハムスター人間、挙動不審と、また似ているキャラクターを野比のび太と表現している。
趣味・特技は、動物観察、散歩、四つ葉のクローバー探し、フィギュア収集、チンピラのものまね。
Twinkle☆Girls内でのイメージカラーは黄色。

## 出演
太字はメインキャラクター。

### テレビアニメ
2014年
- 七つの大罪（少年）
- 普通の女子校生が【ろこどる】やってみた。

2015年
- ランス・アンド・マスクス（女の子）

2016年
- クロムクロ（劉神美）
- 文豪ストレイドッグス（2016年 - 2023年、ルイーザ・A） - 3シリーズ

2017年
- ひなこのーと（千秋の友達）

2019年
- BanG Dream!（花女生徒C）

2020年
- しまじろうのわお!（しめじ）

### Webアニメ
- 其れ、則ちスケッチ。（2021年、ハジメ[16]）

### ゲーム
2014年
- 天空のクラフトフリート（アルティア、カティ）
- Tokyo 7th シスターズ（西園ホノカ）

2015年
- アイパラ!IDOL PARADISE（空地ニーナ）
- ROOT∞REXX（少年）

2016年
- 輝星のリベリオン（ダナエ）
- .hack//New World（ルディ）

2017年
- 魔法陣少女 ノブナガサーガ（シャルルⅦ）
- モン娘☆は〜れむ（ラザニア）
- 一血卍傑-ONLINE-（オトヒメサマ）

2019年
- クイズRPG 魔法使いと黒猫のウィズ（アースラヴァ）

2020年
- エースアーチャー（シフ）
- アークナイツ（ポデンコ）

2021年
- 世界革命RPG ロードオブヒーローズ（ソルフィ）

2022年
- 伝わってるのに、伝わらない（鈴宮凛音）

### ドラマCD
- ラビット☆パラダイス（2015年、ゴーグルマップのナビ、ギーウサ娘[21]）

### ムービーコミック
- クロサギ（ゆかり、UULAマンガ[22][2]）

### テレビ番組
- AT-X ウチの夏フェス フレッシュ夏フェス隊！（2014年 - 2016年、AT-X[13][5][6]）

### ウェブラジオ
- Twinkle☆Girls ばにらたると（2016年 - 2016年、ニコニコ動画・YouTube）[23]
- 其れ、則ちラジオ。（2021年 - 、音泉）[24]

### ウェブ番組
- ぽにきゃん ぜん部!（2014年 - 2015年、ニコニコ生放送[25]・音泉）
- Twinkle✩Girls 水曜日はここで（2015年 - 2016年、ニコニコ生放送[26]）

## ディスコグラフィ

### キャラクターソング
| 発売日         | 商品名             | 歌                                                                                         | 楽曲                                                                                              | 備考                                    |
| -------------- | ------------------ | ------------------------------------------------------------------------------------------ | ------------------------------------------------------------------------------------------------- | --------------------------------------- |
| 2014年12月     | -                  | マイア・ルシフェル（東城日沙子）、空地ニーナ（植田ひかる）、マリン・レーネス（古川由利奈） | 「The Shining Shooting Star」                                                                     | ゲーム『アイパラ！IDOL PARADISE』関連曲 |
| 2015年12月9日  | YELLOW             | Le☆S☆Ca                                                                                    | 「YELLOW」 「Behind Moon」                                                                        | ゲーム『Tokyo 7th シスターズ』関連曲    |
| 2016年12月7日  | トワイライト       | Le☆S☆Ca                                                                                    | 「トワイライト」 「タンポポ」                                                                     | ゲーム『Tokyo 7th シスターズ』関連曲    |
| 2018年7月4日   | THE STRAIGHT LIGHT | Le☆S☆Ca                                                                                    | 「ひまわりのストーリー」                                                                          | ゲーム『Tokyo 7th シスターズ』関連曲    |
| 2019年6月19日  | ミツバチ           | Le☆S☆Ca                                                                                    | 「ミツバチ」 「ひよこのうた」                                                                     | ゲーム『Tokyo 7th シスターズ』関連曲    |
| 2020年3月18日  | Le☆S☆Ca            | Le☆S☆Ca                                                                                    | 「YELLOW」 「Behind Moon」 「トワイライト」 「タンポポ」 「ひまわりのストーリー」 「SUN SUN SUN」 | ゲーム『Tokyo 7th シスターズ』関連曲    |
| 2021年12月14日 | 恋をして           | Le☆S☆Ca                                                                                    | 「恋をして」                                                                                      | ゲーム『Tokyo 7th シスターズ』関連曲    |